# Lizze Broadway
Elizabeth „Lizze“ Broadway (* 16. Februar 1998 in Toledo, Ohio) ist eine US-amerikanische Schauspielerin.

## Leben
Lizze Broadway hatte 2010 eine erste Episodenrolle in der Serie Southland, weitere Episodenrollen folgten in Serien wie Shameless, Bones – Die Knochenjägerin und Trophy Wife. 2015 übernahm sie im Fernsehfilm 16 and Missing als Abby eine Hauptrolle. In den Folgejahren spielte sie unter anderem in den Serien Chicago P.D., Navy CIS, Here and Now, Henry Danger und The Rookie.
Im Teenager-Komödienfilm American Pie präsentiert: Jetzt haben die Mädchen das Sagen verkörperte sie die Hauptrolle der Stephanie Stifler. 2022 spielte sie im Horror-Thriller The Inhabitant mit Leslie Bibb die Rolle der Suzy Beemer. In der im April 2023 auf Apple TV+ veröffentlichten romantischen Actionkomödie Ghosted mit Ana de Armas und Chris Evans als Cole Turner war sie als dessen Filmschwester Mattie Turner zu sehen. Im Spin-Off Generation V der Serie The Boys gehört sie als Emma Meyer, auch „Little Cricket“ genannt, zur Hauptbesetzung.
In den deutschsprachigen Fassungen wurde sie unter anderem von Daniela Molina in Ghosted und Here and Now, von Marie Hinze in Generation V und von Gabrielle Pietermann in Bones – Die Knochenjägerin und Navy CIS synchronisiert.

## Filmografie (Auswahl)
- 2010: Southland – Butch und Sundance	 (Fernsehserie)
- 2011: Shameless – Stoßgebete (Fernsehserie)
- 2011: Bad Mom (Fernsehfilm)
- 2013: Bones – Die Knochenjägerin – Der Körper im Koffer (Bones, Fernsehserie)
- 2013: Conan – Ted Nugent & Quentin Tarantino Present: Django Wango Tango (Fernsehserie)
- 2014: Trophy Wife – There’s No Guy in Team (Fernsehserie)
- 2015: 16 and Missing (Fernsehfilm)
- 2016: A Killer Walks Amongst Us
- 2017: Perception (Kurzfilm)
- 2017: Chicago P.D. – Unschuldig verurteilt (Fernsehserie)
- 2018: Navy CIS – Braune Augen (NCIS: Naval Criminal Investigative Service, Fernsehserie)
- 2018: Here and Now (Fernsehserie, fünf Episoden)
- 2018: Henry Danger – Diamanten für Heather (Fernsehserie)
- 2018: Instakiller
- 2018–2019: Splitting Up Together (Fernsehserie, zwei Episoden)
- 2019–2021: The Rookie (Fernsehserie, zwei Episoden)
- 2019: Slay (Mini-Serie)
- 2020: American Pie präsentiert: Jetzt haben die Mädchen das Sagen (American Pie Presents: Girls’ Rules)
- 2020: The Lost Boys (Fernsehfilm)
- 2022: The Inhabitant
- 2023: Ghosted
- 2023: Based on a True Story – The Survivor (Fernsehserie)
- 2023: Generation V (Gen V, Fernsehserie)
- 2025: Irgendwie schwanger (Kinda Pregnant)

## Auszeichnungen und Nominierungen
Young Artist Awards 2014
- Nominierung in der Kategorie Beste Gastdarstellerin in einer Fernsehserie (Alter 14–16) für Bones – Die Knochenjägerin

Critics’ Choice Super Awards 2024
- Nominierung in der Kategorie Beste Schauspielerin in einer Superheldenserie oder einem -fernsehfilm für Gen V